# Wereldwaterdag

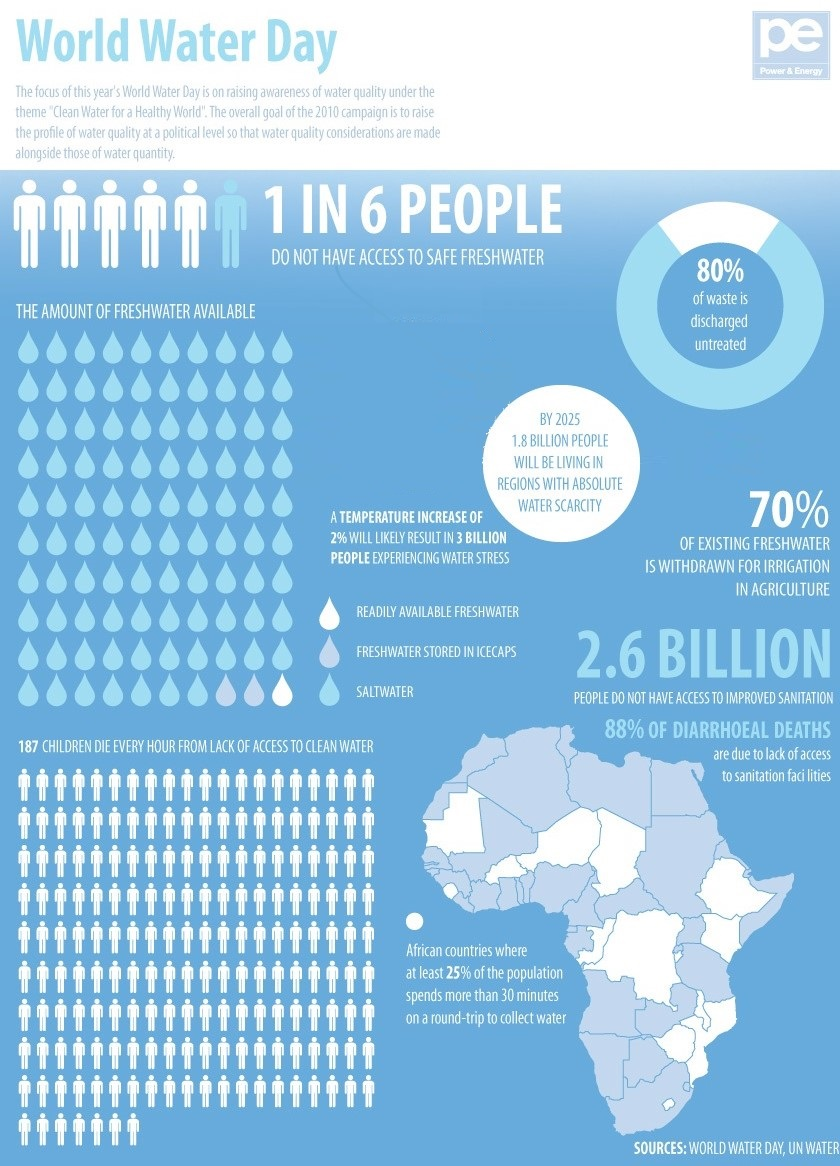
Wereldwaterdag poster

De jaarlijkse Wereldwaterdag is een internationale dag in het teken van water op 22 maart.
In 1992 werd door de Algemene Vergadering van de Verenigde Naties een resolutie aangenomen om vanaf 1993 ieder jaar 22 maart tot Wereldwaterdag uit te roepen. De lidstaten worden opgeroepen op die dag de mondiale waterproblematiek bij een breed publiek kenbaar te maken, dit middels het organiseren van evenementen en het verspreiden van informatie over water.
De Wereldwaterdag wordt gecoördineerd door UN Water, het samenwerkingsverband tussen een dertigtal VN-instanties voor alle zoetwatervraagstukken.
In Nederland wordt sinds 2009 op Wereld Water Dag door honderden vrijwilligers elk jaar een rivier schoongemaakt. In 2015 leidde dit tot de grootste eendaagse rivierschoonmaak ooit. Honderden vrijwilligers maakten toen de 140 km lange Nieuwe Hollandse Waterlinie schoon van Werkendam tot Muiderslot. In 2019 maken de vrijwilligers van het stadhuis van Leiden tot het stadhuis van Rotterdam 45 km rivier schoon. Ook andere partijen organiseren rondom 22 maart watergerelateerde evenementen. Zij zetten zich veelal in een evenement te organiseren waarbij samenwerken, kennisoverdracht en innovatieve ontwikkelingshulp centraal staan. 

## Thema's
- 1994: caring for our water resources is everyone's business
- 1995: women and water
- 1996: water for thirsty cities
- 1997: het water van de wereld, is er genoeg?
- 1998: grondwater, de onzichtbare bron
- 1999: everyone lives downstream
- 2000: water in de 21ste eeuw
- 2001: water voor de gezondheid
- 2002: water voor ontwikkeling
- 2003: water voor de toekomst
- 2004: water en rampen
- 2005: start van het decennium "Actie voor Water/Water voor Leven" (2005-2015: 'Decade for Action for Water' of ook 'Water for Life Decade')
- 2006: 'water and culture' en werd Wereldwaterdag internationaal gevierd in Stockholm (Zweden)
- 2007: 'coping with water scarcity' (met ondersteuning van de FAO, de Voedsel- en Landbouworganisatie van de Verenigde Naties). Wereldwaterdag werd internationaal gevierd in Rome (Italië); daarbij was ook prins Willem-Alexander aanwezig, betrokken bij water en waterbeheer (o.a. diverse (internationale) adviesfuncties op gebied van water en waterbeheer).
- 2008: sanitation
- 2009: gedeeld water, gedeelde kansen
- 2010: communicating water quality challenges and opportunities
- 2011: water for cities: responding to the urban challenge
- 2012: 'water and food security'
- 2013: 'water Cooperation'. Dat jaar vond het evenement plaats in Nederland
- 2014: water en energie
- 2015: water & sustainable development, in Pakhuis de Zwijger in Amsterdam
- 2016 “Water and Jobs” (water & werkgelegenheid)
- 2017 “Why waste water” (waterverspilling aanpakken)
- 2018 “Nature for Water” (waterschaarste opvangen door natuurherstel)
- 2019 "Leaving No One Behind" (zorg voor waterveiligheid voor ieder)

## Doelstelling
Het doel van de Wereldwaterdagcampagne is het bevorderen van het voorbereid zijn op rampen, het delen van kennis op regionaal niveau en het vergroten van het publieke bewustzijn over de diverse elementen van rampen die met water te maken hebben. Het is eveneens de bedoeling wereldwijd politieke en gemeenschapsacties ter voorkoming en verminderingen van watergerelateerde rampen te inspireren, opdat levens en bezittingen gered zouden kunnen worden. Daarnaast moeten de acties die vanuit Wereldwaterdag georganiseerd worden, bijdragen aan de Millennium Ontwikkelingsdoelstelling met betrekking tot het verminderen van armoede en het bouwen aan duurzame ontwikkeling. 

## Geschiedenis
In 2000 was het thema 'Water for the 21st Century' en werd Wereldwaterdag internationaal gevierd in Den Haag, waar tevens van 17 tot 22 maart het 2e Wereld Water Forum werd gehouden.